# Robert Flemyng
Benjamin Arthur "Robert" Flemyng OBE MC, född 3 januari 1912 i Liverpool, Lancashire, död 22 maj 1995 i London, var en brittisk skådespelare.

## Rollista i urval
- 1950 – Blå lyktan
- 1951 – Chans att leva
- 1952 – The Holly and the Ivy
- 1956 – Mannen som inte fanns
- 1957 – Drömresan
- 1957 – Kär i Paris
- 1959 – Ödesdigert möte
- 1960 – Ett fall för John Drake (TV-serie) (1 avsnitt)
- 1967 – The Avengers (TV-serie) (1 avsnitt)
- 1967 – Spionen måste dö
- 1969 – Oh, vilket makalöst krig
- 1969 – Slaget om England
- 1971 – Snobbar som jobbar (TV-serie) (1 avsnitt)
- 1972 – Min lättfotade "moster"
- 1977 – Det gyllene mötet
- 1978 – De fyra fjädrarna
- 1978 – De 39 stegen
- 1978 – Mannen som inte kunde dö
- 1983 – De professionella (TV-serie) (1 avsnitt)
- 1991 – Kafka
- 1993 – Shadowlands